# Ciclismo ai II Giochi olimpici giovanili estivi
Il programma del ciclismo ai II Giochi olimpici giovanili estivi prevedeva lo svolgimento di tre gare svoltesi tra il 17 e il 24 agosto 2014.
Nelle gare a squadre maschili e femminili ogni squadra nazionale era formata da due atleti. Ogni atleta doveva partecipare in due eventi tra BMX, Mountain Bike Cross Country, Mountain Bike Cross Country a eliminazione e Prova a cronometro su strada. A questi eventi partecipava quindi un solo atleta per nazione. Entrambi gli atleti partecipavano invece alla Gara su strada.
Nella staffetta mista ogni squadra era composta da due ragazzi e due ragazze, anche di diversa nazionalità. La competizione era composta da una gara di Mountain Bike Cross Country a cui partecipavano un ragazzo e una ragazza e da una gara su strada a cui partecipavano gli altri due atleti.
Le gare si sono tenute al Laoshan National Forest Park e al Nanjing Olympic Sports Center.

## Medagliere
| Pos.   | Paese       | Oro | Argento | Bronzo | Totale |
| ------ | ----------- | --- | ------- | ------ | ------ |
| 1      | Italia      | 1   | 1       | 0      | 2      |
| 1      | Rep. Ceca   | 1   | 1       | 0      | 2      |
| 3      | Colombia    | 1   | 0       | 0      | 1      |
| 4      | Danimarca   | 0   | 1       | 1      | 2      |
| 5      | Paesi Bassi | 0   | 0       | 1      | 1      |
| 5      | Ucraina     | 0   | 0       | 1      | 1      |
| Totale | Totale      | 3   | 3       | 3      | 9      |

## Podi
| Evento                   | Oro                                                                | Argento                                                            | Bronzo                                                                |
| Gara a squadre maschile  | Colombia Brandon Rivera John Rodríguez                             | Danimarca Mikkel Honoré Rasmus Salling                             | Paesi Bassi Niek Kimmann Wiebe Scholten                               |
| Gara a squadre femminile | Italia Sofia Beggin Chiara Teocchi                                 | Rep. Ceca Nikola Nosková Barbora Průdková                          | Danimarca Anna Madsen Pernille Mathiesen                              |
| Staffetta mista          | Rep. Ceca Barbora Průdková Jan Rajchart Roman Lehký Nikola Nosková | Italia Chiara Teocchi Federico Mandelli Manuel Todaro Sofia Beggin | Ucraina Dar'ja Tkačova Vladyslav Nizickij Rynat Udod Anželika Teteryč |